# Дуденевский сельсовет
Дуденевский сельсовет — сельское поселение в Богородском районе Нижегородской области Российской Федерации.
Административный центр — село Дуденево.

## История
Статус и границы сельского поселения установлены Законом Нижегородской области от 15 июня 2004 года № 60-З «О наделении муниципальных образований - городов, рабочих поселков и сельсоветов Нижегородской области статусом городского, сельского поселения».

## Население
| 2002  | 2010  | 2012  | 2013  | 2014  | 2015  | 2016  |
| ----- | ----- | ----- | ----- | ----- | ----- | ----- |
| 3549  | ↘3470 | ↗3619 | ↗3677 | ↗3780 | ↘3731 | ↗3767 |
| 2017  | 2018  | 2019  | 2020  |       |       |       |
| ↘3757 | ↗3764 | ↗3804 | ↘3761 |       |       |       |

## Состав сельского поселения
| №  | Населённый пункт | Тип населённого пункта       | Население |
| -- | ---------------- | ---------------------------- | --------- |
| 1  | Березовка        | деревня                      | ↗1776     |
| 2  | Дуденево         | село, административный центр | ↘1098     |
| 3  | Заозерье         | деревня                      | ↘118      |
| 4  | Кожевенное       | деревня                      | ↗57       |
| 5  | Оленино          | деревня                      | ↗12       |
| 6  | Оринкино         | деревня                      | ↗6        |
| 7  | Охотино          | деревня                      | ↘11       |
| 8  | Сокол            | деревня                      | ↘150      |
| 9  | Сысоевка         | деревня                      | ↘193      |
| 10 | Хабарское        | деревня                      | ↘49       |

Ближе всех к сельсовету находится деревня Сокол — менее 1 км, дальше всех деревня Охотино — 23 км.